# Temple Saint-Martial d'Avignon
Le temple Saint-Martial d'Avignon est un lieu de culte protestant situé à l’angle de la rue des Lices et de la rue de la République à Avignon. La paroisse est membre de l'Église protestante unie de France.
Initialement palais de la Reine Jeanne, puis livrée cardinalice d'Androin de la Roche, il devient un établissement clunisien. Il servit ensuite de musée d'histoire naturelle où Jean-Henri Fabre, qui en était le conservateur, fut chargé de cours avec Stéphane Mallarmé.

## Histoire

### Palais de la Reine Jeanne
Destiné à loger la reine Jeanne Ire de Naples, comtesse de Provence, il était alors situé dans le faubourg sud de la cité papale, au bord des lices des vieux remparts. Construit à partir de 1346 sur ordre du sénéchal Hugues IV des Baux⁣ ; il ne servit qu'une seule fois lors de la venue de la souveraine à Avignon en 1348, en pleine épidémie de peste noire.

### Livrée cardinalice
En 1362, peu après son couronnement, en compensation du prieuré Notre-Dame de Belvédère, annexé par Jean XXII lors de l’édification du palais pontifical de Sorgues, Urbain V donna au cardinal de la Roche, abbé de Cluny, le palais de la reine. La donation précisait qu’il s’agissait du : « palais ou demeure construit par Hugues des Baux, comte d’Avellino, au nom du roi Louis, d’illustre mémoire, et de notre très chère fille en Christ, la très illustre reine de Sicile, au temps où le dit Hugues remplissait les fonctions de Sénéchal de Provence ». Le cardinal de la Roche en fit sa première livrée avant de s’installer dans celle d’Annibal de Ceccano.

### Prieuré bénédictin

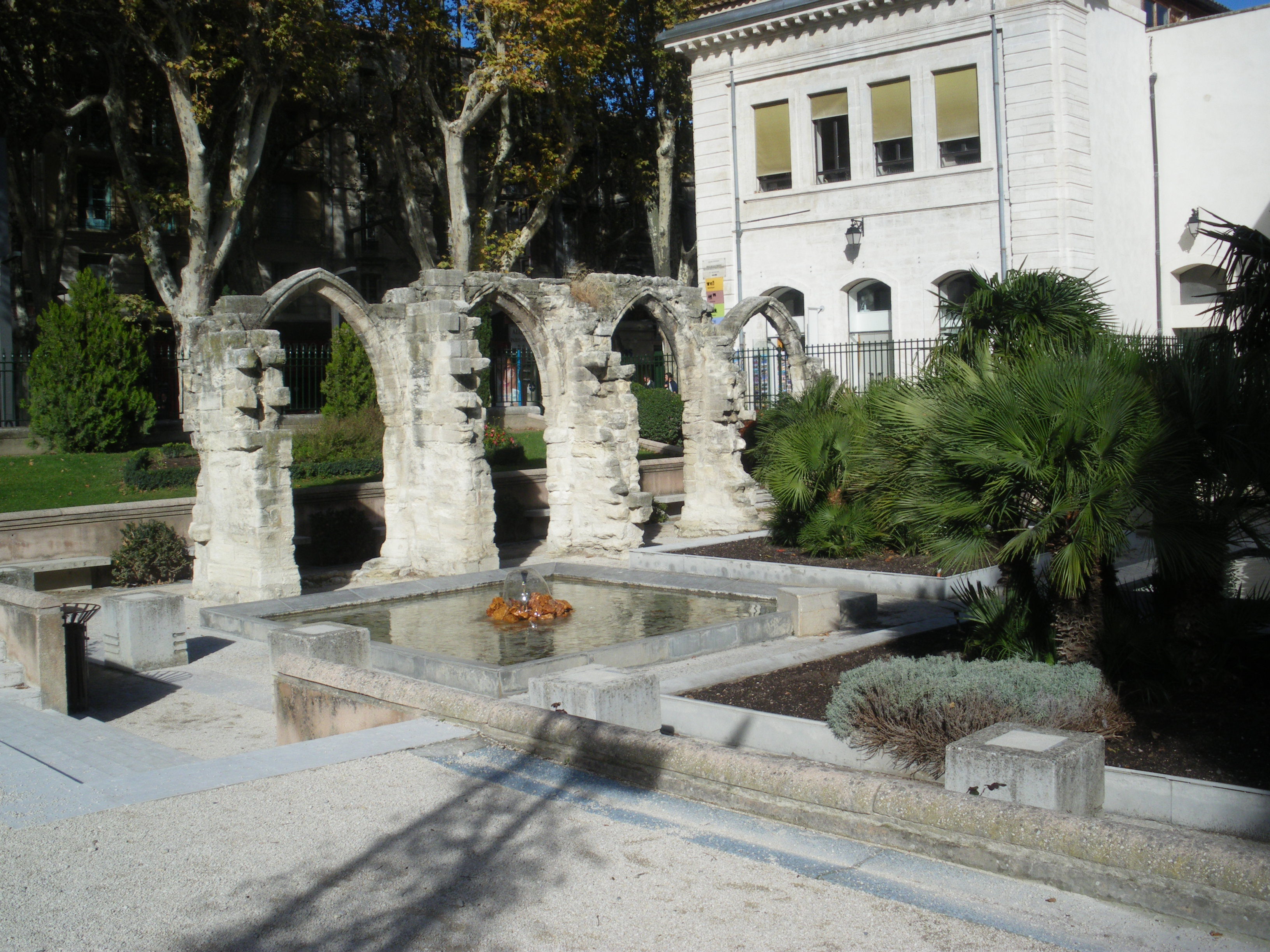
Ruines du cloître Saint-Martial dans le square Agricol Perdiguier.

La prioriale de Saint-Martial devint la chapellenie des familles de Clément VI et de Grégoire XI. Y furent inhumés les cardinaux de Pierre de Cros, Guillaume d'Aigrefeuille le Jeune, dans la chapelle Saint-Étienne de la prioriale dont il avait été l’un des bienfaiteurs, Jean de La Grange ainsi qu’en 1420 Raymond de Beaufort, comte de Beaufort et vicomte de Valernes. Sa pierre tombale, au milieu du XIXe siècle, était encore enchâssée dans la chapelle de Canillac, près du cloître des bénédictins. Cette église passant au culte réformé, elle fut déposée pour entrer au Musée Lapidaire d’Avignon. Elle se trouve aujourd’hui exposée au Musée du Petit Palais.

### Collège Saint-Martial
En 1380, le Camerlingue Pierre de Cros, cardinal-archevêque d’Arles et parent des Roger de Beaufort, décida de transformer le prieuré Saint-Martial d’Avignon en collège. Il le dota pour accueillir douze novices bénédictins et le plaça sous la direction d’un recteur. Le premier fut désigné par Jacques de Damas Cozan, le petit-neveu de Grégoire XI et abbé de Cluny. À ce titre, il devint administrateur des prieurés de Piolenc, Sarrians et Pont-de-Sorgues. Un des recteurs de Saint-Martial, Robert de Chaudesolles, fut abbé général de Cluny de 1416 à 1423.

### Musée d'Histoire Naturelle

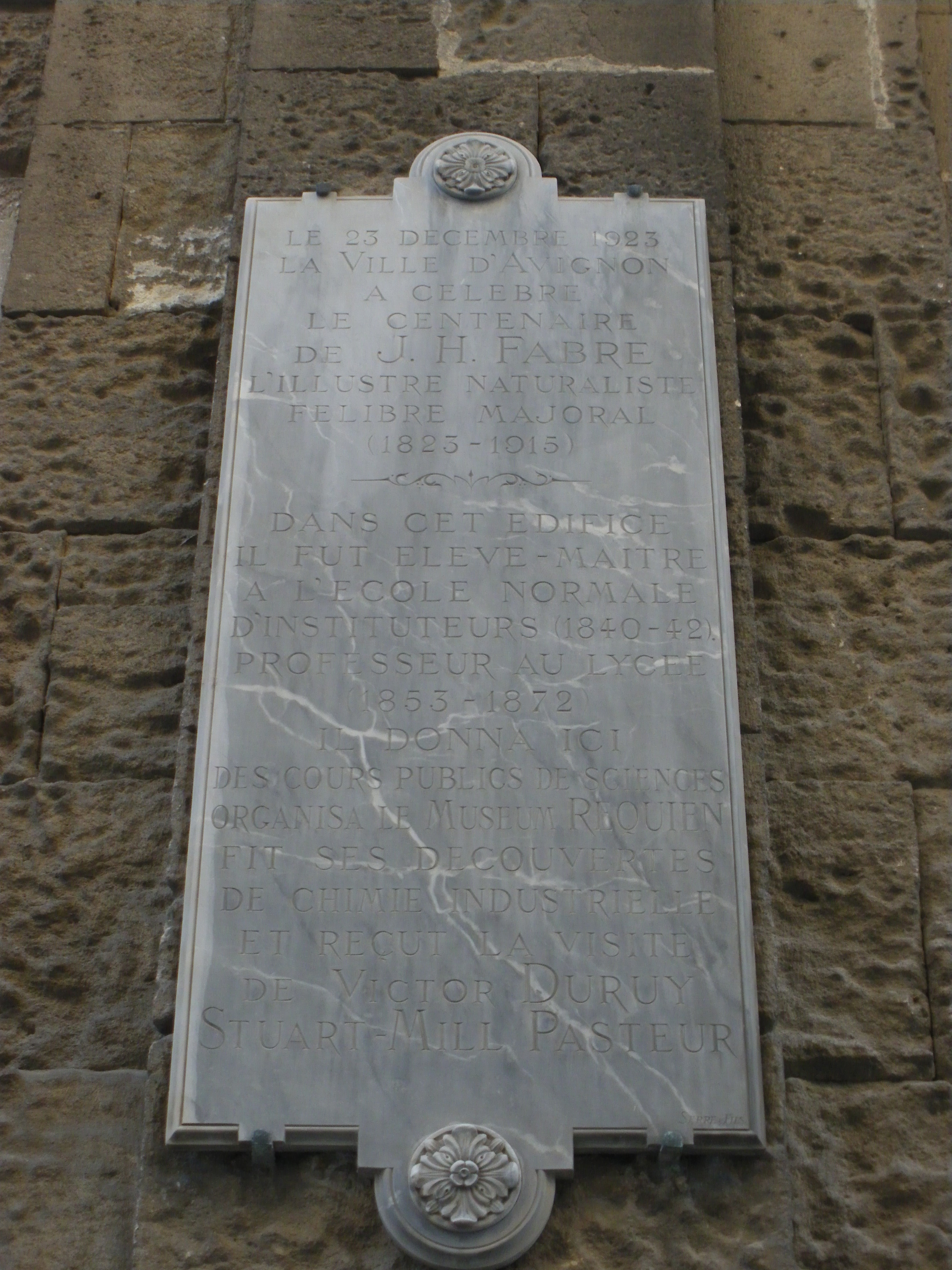
Plaque apposée en l'honneur de Jean-Henri Fabre.

En 1866, la municipalité d'Avignon nomme Jean-Henri Fabre au poste de conservateur du musée d'Histoire naturelle d'Avignon (rebaptisé Muséum Requien depuis 1851), alors abrité dans l'église Saint-Martial désaffectée. C'est là que Fabre travaille aux colorants et donne des cours publics de chimie. C'est là également qu'il reçoit en 1867 la visite surprise de Victor Duruy (1811-1894). Ce fils d'ouvrier devenu normalien et inspecteur de l'enseignement avait pris en amitié le naturaliste avec qui il partageait le rêve d'une instruction accessible aux plus démunis. Devenu Ministre de l'Instruction publique, Duruy convoque Fabre à Paris deux ans plus tard pour lui remettre la Légion d'honneur et le présenter à l'empereur Napoléon III.

### Cours municipaux de Saint-Martial
Duruy chargea Fabre de donner des cours du soir pour adultes qui, ouverts à tous les publics, vont connaître un franc succès. Ses leçons de botanique attirèrent un public attentif composé de jeunes villageoises qui lui apportaient tant de fleurs que « son bureau disparaissait sous les richesses des serres voisines », d'agriculteurs curieux de science, mais aussi de personnalités fort cultivées, telles que l'éditeur Joseph Roumanille et le philosophe anglais John Stuart Mill (1806-1873), directeur de la Compagnie des Indes, qui devient l'un de ses plus fidèles amis.
Stéphane Mallarmé fut la seconde personnalité éminente à enseigner dans les cours municipaux de Saint-Martial. Venu d'abord, à sa demande, comme chargé de cours d'anglais au lycée de garçons, en octobre 1869, il demanda un congé pour raison de santé en janvier 1870. Il lui fut accordé et il consacra désormais son temps « à l'usage des jeunes personnes » auxquelles il dispensa ses cours jusqu'en mai 1871.
Mais la loi Duruy (10 juillet 1867) pour la démocratisation de l'enseignement laïque, notamment l'accès des jeunes filles à l'instruction secondaire, déclencha une cabale des cléricaux et des conservateurs, obligeant le ministre à démissionner. Fabre accusé d'avoir osé expliquer la fécondation des fleurs devant des jeunes filles jugées innocentes par certains moralisateurs, les cours du soir furent supprimés après deux années d'existence et l'enthomologiste fut dénoncé comme subversif et dangereux. Incapable de gérer une telle atteinte à son honneur, il démissionna de son poste au lycée fin 1870. Malgré ses vingt-huit ans de service, il quitta l’enseignement sans obtenir de pension.

### Temple Saint-Martial

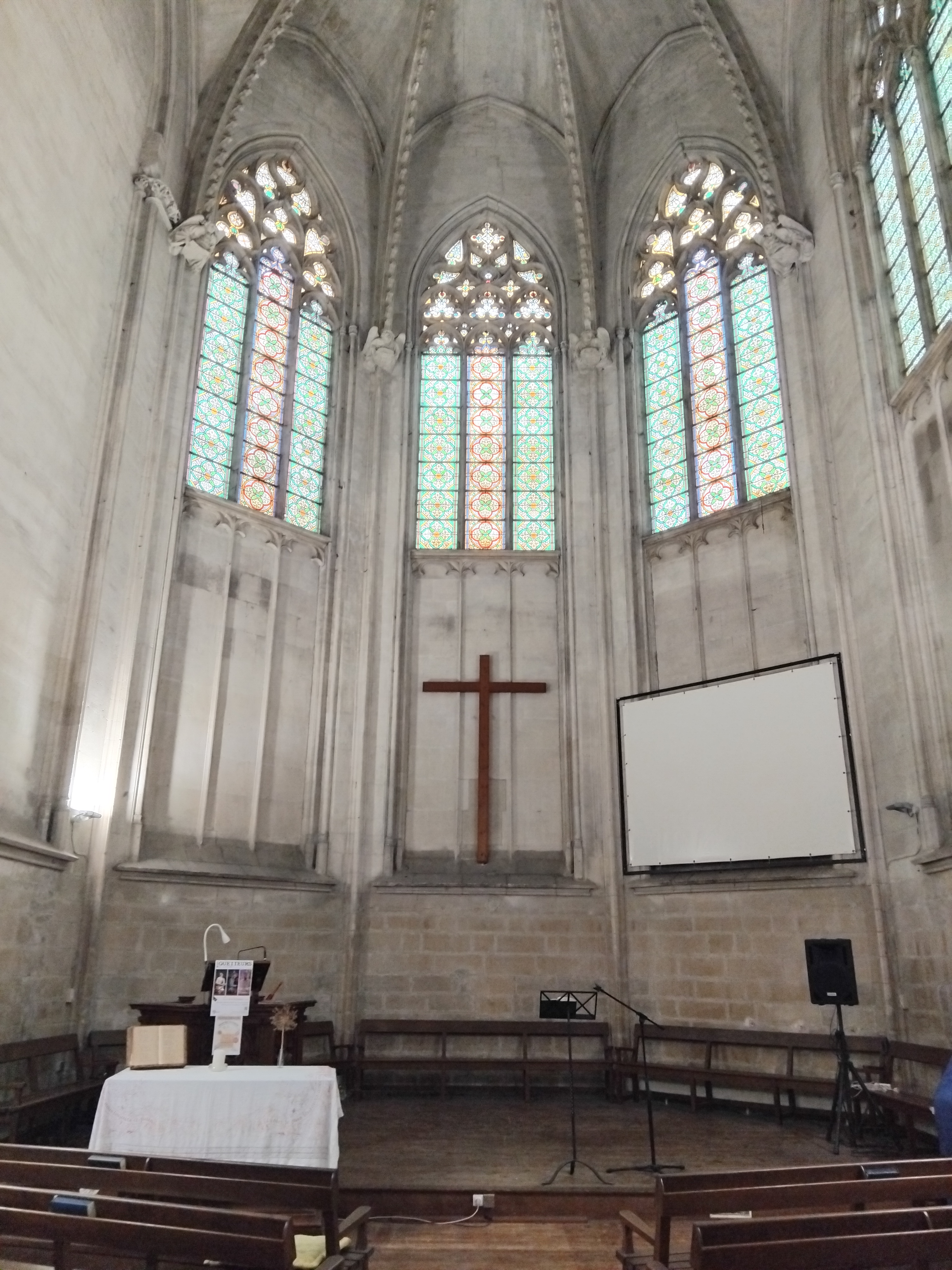
Chœur du temple protestant, avec chaire et table de communion.

À la Renaissance, la Réforme protestante se développe dans la région, dans les grandes villes protestantes d'Orange et de Nîmes, mais est réprimée dans la cité papale. La liberté de culte est assurée à la Révolution française par l'article 10 de la Déclaration des droits de l'homme et du citoyen de 1789. À partir de 1830, la communauté protestante s'installe à l’hôtel de Sade, rue Dorée.
En 1881, l’église Saint-Martial est affectée au culte réformé. L'édifice est classé par arrêté du 23 avril 1911 au titre des monuments historiques. L'orgue a été réalisé en 1984 par le facteur d'orgues Pascal Quoirin. En 2014, l'Église protestante unie de France se réunit en synode national à Avignon.